# Koninkrijk Strathclyde
Het koninkrijk Strathclyde (Brythonisch: Alt Clud) was een Keltisch koninkrijk in het huidige Schotland in de vroege middeleeuwen. Het koninkrijk omspande het gebied rondom de rivier de Clyde. Tijdens zijn hoogtijdagen omvatte het rijk ook het huidige Engelse graafschap Cumbria. Het koninkrijk ontstond na het vertrek van de Romeinen uit Brittannië, het wist zich te handhaven ten tijde van de Vikingen en het rijk ging in de 11e eeuw geleidelijk op in het koninkrijk Alba.

## Oorsprong
In het werk Geographia van Claudius Ptolemaeus geeft de cartograaf een lijst van stammen die in het zuiden van het huidige Schotland wonen, een van deze stammen was de Damnoni, een stam die leefde in de buurt van Dumbarton. Deze plaats stond op de kaart van Ptolemaeus aangegeven als Alauna, hier stichtten de Damnoni het eerste koninkrijk op de rots. Door de geringe aanwezigheid van de Romeinen ten noorden van de Muur van Hadrianus raakte de stam van de Damnoni nauwelijks geromaniseerd. Wel was er sprake van handelscontact tussen de Damnoni en de Romeinen. Deze handel heeft met name plaatsgevonden in de periodes dat de Muur van Antoninus in gebruik was.
Omstreeks 410 nam de reeks aanvallen van de Picten, Scotti en Attacotti op de Romeinse fortificaties toe. Toen de Romeinen later in de 5e eeuw wegtrokken uit Brittannië moet dat zijn weerslag hebben gehad op de economie van de Damnoni.

## Geschiedenis
Na het vertrek van de Romeinen ontstonden er ten noorden van de Muur een aantal rijken, waaronder het rijk van Strathclyde. Dit rijk was qua omvang in deze tijd kleiner dan zijn naburige rijken. In de brieven van Sint Patrick is de naam terug te vinden van de eerste koning van Strathclyde. Patrick duidt hem aan als "Coroticus," in het Keltisch bekend als Ceretic Guletic. Hij wordt gezien als de grondlegger van de dynastie van Alt Clud.
In de zesde eeuw deed het christendom zijn introductie in het Britse koninkrijk. Koning Rhydderch Hael gaf aan Sint-Mungo toestemming voor het stichten van een kerk in het huidige Glasgow. De heilige stierf hier en zijn crypte aldaar zou uitgroeien tot een groot bedevaartsoord. Rhydderch stond ook bekend om zijn contact met de heilige Columba van Iona. Deze deed zelfs een voorspelling over de koning:
Hij zal zijn vijanden nooit in de handen vallen; hij zal thuis sterven op zijn eigen hoofdkussen— Columba van Iona

### Strijd met de Angelen

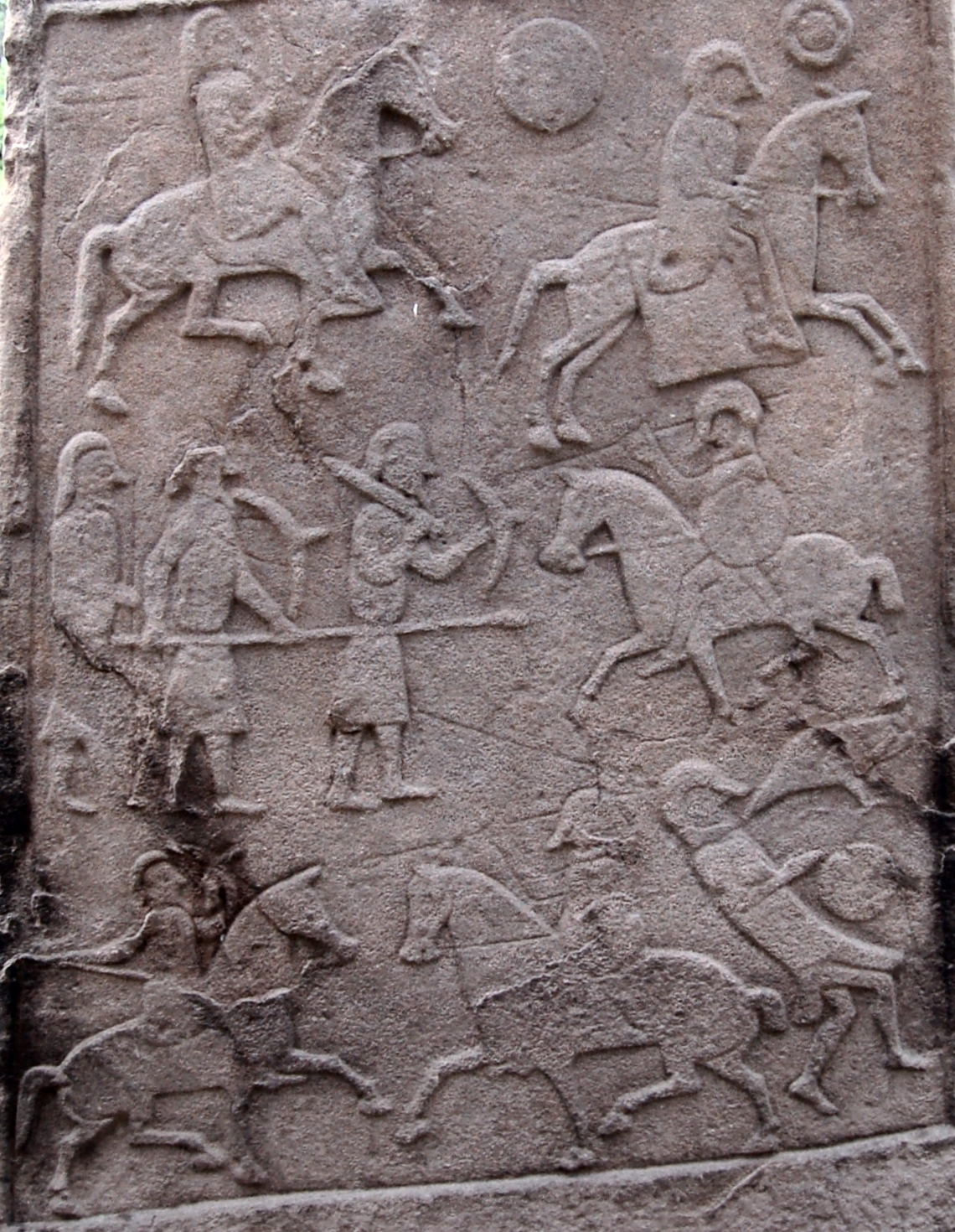
Pictische afbeelding van de slag van Nechtansmere op een van de Aberlemno Sculptured Stones

Het gevaar van de Angelen in Zuid-Schotland werd steeds groter en onder leiding van, Urien Rheged, de koning van het Britse koninkrijk Rheged vormden de vorsten die in het grensgebied woonde een coalitie. De Britse vorsten trokken gezamenlijk op om het koninkrijk Bernicia van de kaart te vegen. Door de onderlinge jaloezie van de vorsten slaagden zij niet in hun missie. In het gedicht Y Gododdin, dat de Slag van Catraeth beschrijft, wordt in de strijd tegen de Angelen ook melding gemaakt van de koning van de Rots. Vrijwel de meeste Britse aanvoerders vonden tijdens deze slag de dood. Hierdoor hadden de Angelen de mogelijkheid verder naar het noorden op te marcheren en konden ze de meeste vroeg Schotse koninkrijken veroveren. Het koninkrijk Strathclyde raakte door de Angelse opmars geïsoleerd van zijn bondgenoten.
Ook vanuit het noorden dreigde gevaar voor Strathclyde. In 642 werd het koninkrijk Dalriada door Eugein I van Strathclyde verslagen en kon men zich richten op de vijanden uit het zuiden. Een nieuwe coalitie van Schotse rijken wist tijdens de Slag bij Nechtansmere in 685 het koninkrijk Northumbria een halt toe te brengen en koning Ecgfrith te doden. Deze slag vormde een keerpunt voor het lot van de Picten en Schotten. Er werd een definitieve grens getrokken tussen het koninkrijk Strathclyde en haar Angelsaksische buur. Ten noorden van de plaats Stirling zouden de Angelen niet komen en ze staken ook niet meer de Clyde over.

### De Vikingen en Schotten
De bronnen over het koninkrijk uit de achtste en negende eeuw zijn schaars. Volgens de Annalen van Tigernach brak er rond 750 in het koninkrijk een opvolgingsstrijd uit na de dood van koning Teudebur van Strathclyde. Net toen het land herstellende was van de interne machtsstrijd kreeg het te maken met de invallen van de Vikingen. Ze zaaiden in het koninkrijk dood en verderf. In 870 werd Alt Clud door de Vikingen verwoest onder leiding van de Vikinghoofdman Ivar Ragnarsson. Volgens de Annalen van Ulster hield de vesting vier maanden lang stand.
Na het vertrek van de Vikingen vestigde Constantijn I zijn gezag op Dumbarton Castle. De koning van Strathclyde, Rhun, moest Constantijn als zijn opperkoning erkennen. Het regeringscentrum werd nu verplaatst naar de stad Govan. Vanaf die tijd zou het koninkrijk van Strathclyde ook bekend gaan staan als het koninkrijk Cumbrië. Rhun trouwde met een dochter van Constantijn en hun zoon Eochaid zou voor enige tijd koning van Schotland zijn. In 937 verenigde de Schotse koningen zich tegen de invasie van Athelstan om een nieuw gevaar het hoofd te beiden. Ze werden echter in de Slag bij Brunanburh verslagen. Door het verlies erkenden de koningen Athelstan als hun opperheer.

### Instorting van het rijk

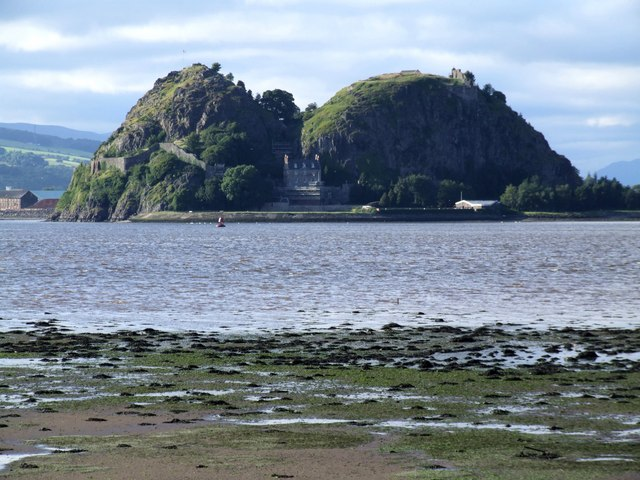
Dumbarton Castle, gezien over de Firth of Clyde

Na de dood van Athelstan kwam de koning van Strathclyde, Dynfwal in opstand tegen de Engelde koning Edmund I. In 945 viel Edmund Strathclyde binnen en versloeg Dynfwal. Hij droeg het rijk van Strathclyde formeel over aan de koning van Alba. Hiermee naderde het soevereine bestaan van Strathclyde zijn einde. Strathclyde werd een officieel leengoed van Alba. De Schotten kwamen in 1016 nog een keer in opstand tegen de Engelsen en wisten ditmaal over hun rivaal te zegevieren. Langzamerhand werden de belangrijke plaatsen in Strathclyde Dumbarton en Govan overvleugeld door het Schotste Glasgow en verdween Strathclyde van de kaart. Máel Coluim II wordt gezien als de laatste koning van Strathclyde. David I van Schotland was voor enige tijd "Prins der Cumbriërs", een titel die verwees naar het verdwenen rijk van Strathclyde.

## Hedendaagse sporen
Ondanks dat het rijk al duizend jaar verdwenen is zijn er in het hedendaagse Schotland nog sporen te vinden van het oude koninkrijk Strathclyde. De oude hoofdstad van het rijk Dumbarton Castle bestaat grotendeels uit een veertiende-eeuws kasteel, maar de fundamenten dateren nog uit de tijd van het oude Britse koninkrijk. In het Schotse raadsgebied Renfrewshire is midden op een weiland een grote rotssteen te bezichtigen. Van deze rotssteen wordt beweerd dat hij de plek aangeeft waar koning Rhydderch Hael begraven ligt.